# آرتی‌پی

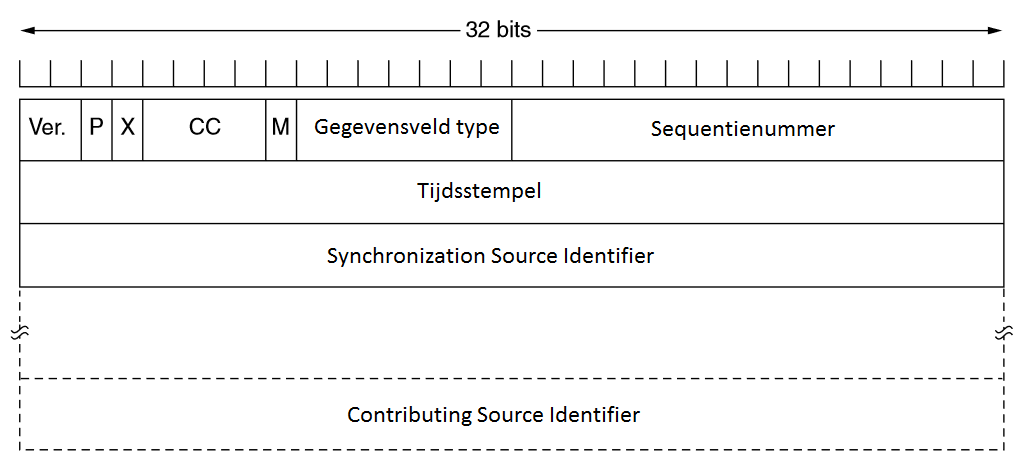
rtp packet

پروتکل آر تی پی (به انگلیسی: Real-time Transport Protocol) یک پروتکل ارتباطی مربوط به انتقال صدا و تصویر بر روی شبکه‌هایی با بستر IP می‌باشد.
این پروتکل به‌طور گسترده‌ای در سیستم‌های مخابراتی و سرگرمی که شامل جریان داده هستند از جمله ویدئو کنفرانس و … استفاده می‌شود.